# Android 1.1
Android 1.1 (официальное название: Android Petit Four или неофициальное Android Banana Bread) — вторая стабильная версия операционной системы Android, выпущенная 9 февраля 2009 года. Это обновление было ориентировано исключительно для модели HTC Dream. Обновление исправило ошибки, обновило API и добавило ряд других функций.

## История
В феврале 2009 года вышло первое накопительное обновление Android 1.1. Появился голосовой поиск Google,а в магазине Android Market теперь можно было продавать платные приложения. Google Карты получили поддержку Google Latitude. Появилась поддержка обновлений прошивки «по воздуху». В настройках был введён пункт «О телефоне».

## Изменения
- Исправление нескольких проблем.
- Добавлены подробности и отзывы к картам.
- Увеличен период отключения экрана при использовании в режиме телефона.
- Добавлены кнопки «Показать» и «Скрыть» в меню вызова.
- Добавлена поддержка сохранения вложений в сообщениях.
- Добавлена поддержка меток в раскладках клавиатуры.
- Обновление API на версию 2.